# غراتزر أي كاي
غراتزر أي كاي (بالألمانية: Grazer Athletiksport Klub)‏ هو فريق كرة قدم من مدينة غراتس في النمسا، أُسس بتاريخ 18 أغسطس 1902، يلعب في Austrian Regionalliga Central ‏، في ملعب يو بي إس أرينا، يدرب النادي جيرنو بلاسينغر، انحل النادي بتاريخ 2012.

## وصلات خارجية
- صفحة بيانات غراتزر أي كاي على موقع كووورة، تاريخ الوصول: 22 سبتمبر 2018.
- الموقع الرسمي